# Campeonato Paulista de Futebol de 2017 - Série A3
O Campeonato Paulista de Futebol - Série A3 de 2017, ou Paulistão A3 2017 foi a 64.ª edição da terceira divisão do futebol paulista. A competição, organizada pela Federação Paulista de Futebol, foi disputada por 20 equipes entre 28 de janeiro e 27 de maio. Ao fim do torneio, o campeão e o vice tiveram acesso à Série A2 de 2018, enquanto os seis últimos foram rebaixados à Segunda Divisão.
A edição de 2017 contou com equipes relevantes a nível estadual e nacional como o Paulista Futebol Clube, a Associação Atlética Portuguesa e o Nacional Atlético Clube, o que fez com que o campeonato fosse tecnicamente um dos mais disputados dos anos recentes.

## Regulamento
A competição é disputada por vinte equipes: além dos seis rebaixados da Série A2 de 2016 e dos dois promovidos da Segunda Divisão de 2016 (equivalente ao quarto patamar do futebol paulista), também participam os doze clubes que terminaram a Série A3 de 2016 entre o 3º e o 14º lugares.
Na primeira fase do torneio, as vinte equipes se enfrentam em dezenove rodadas (todos contra todos, apenas jogos de ida). Os seis clubes com as menores pontuações são rebaixados para a Segunda Divisão de 2018, enquanto os oito primeiros colocados avançam para as quartas de final, em que:
- O primeiro colocado enfrenta o oitavo;
- O segundo enfrenta o sétimo;
- O terceiro colocado joga contra o sexto;
- E o quarto e quinto colocados se enfrentam.

Nas semifinais, os confrontos são definidos por meio das campanhas, onde o time que teve a melhor campanha enfrenta o da quarta melhor campanha e o da segunda melhor campanha enfrenta o da terceira melhor campanha.
Em esquema de mata-mata, os finalistas têm acesso garantido à Série A2 de 2018. A fim de determinar o campeão da terceira divisão, essas duas equipes se enfrentam em jogos de ida e volta.

## Equipes participantes
| Equipe                            | Cidade              | Em 2016         | Estádio                    | Capacidade | Títulos            |
| --------------------------------- | ------------------- | --------------- | -------------------------- | ---------- | ------------------ |
| Sport Club Atibaia                | Atibaia             | 4º              | Ítalo Mário Limongi        | 10.220     | 0                  |
| Grêmio Catanduvense de Futebol    | Catanduva           | 7º              | Silvio Salles              | 16.444     | 0                  |
| Comercial Futebol Clube           | Ribeirão Preto      | 11º             | Palma Travassos            | 17.775     | 0                  |
| Desportivo Brasil                 | Porto Feliz         | 2º (2ª Divisão) | Ernesto Rocco              | 5.120      | 0                  |
| Associação Atlética Flamengo      | Guarulhos           | 3º              | Antônio Soares de Oliveira | 6.235      | 1 (2008)           |
| Grêmio Esportivo Osasco           | Osasco              | 9º              | José Liberatti             | 12.430     | 0                  |
| Independente Futebol Clube        | Limeira             | 17º (Série A2)  | Agostinho Prada            | 9.813      | 1 (1973)           |
| Associação Atlética Internacional | Limeira             | 12º             | José Levy Sobrinho         | 18.000     | 1 (1966)           |
| Marília Atlético Clube            | Marília             | 19º (Série A2)  | Bento de Abreu             | 19.600     | 0                  |
| Sociedade Esportiva Matonense     | Matão               | 5º              | Hudson Buck Ferreira       | 14.500     | 1 (1996)           |
| Atlético Monte Azul               | Monte Azul Paulista | 16º (Série A2)  | Otacília Patrício Arroyo   | 13.100     | 0                  |
| Nacional Atlético Clube           | São Paulo           | 8º              | Nicolau Alayon             | 10.117     | 2 (último em 2000) |
| Esporte Clube Noroeste            | Bauru               | 13º             | Alfredo de Castilho        | 18.866     | 1 (1995)           |
| Olímpia Futebol Clube             | Olímpia             | 10º             | Maria Tereza Breda         | 15.000     | 1 (2007)           |
| Paulista Futebol Clube            | Jundiaí             | 15º (Série A2)  | Jayme Cintra               | 15.155     | 0                  |
| Associação Atlética Portuguesa    | Santos              | 1º (2ª Divisão) | Ulrico Mursa               | 7.635      | 0                  |
| Rio Branco Esporte Clube          | Americana           | 20º (Série A2)  | Décio Vitta                | 16.300     | 1 (2012)           |
| São Carlos Futebol Clube          | São Carlos          | 6º              | Luís Augusto de Oliveira   | 10.043     | 0                  |
| São José dos Campos Futebol Clube | S. José dos Campos  | 14º             | Martins Pereira            | 16.500     | 0                  |
| Clube Atlético Taboão da Serra[a] | Taboão da Serra     | 3º (2ª Divisão) | José Ferez                 | 4.410      | 0                  |

a.^  A equipe Taboão da Serra foi promovida da Segunda Divisão devido a desistência do Atlético Sorocaba em participar da Série A3.
| São José dos Campos Flamengo Nacional Monte Azul Atibaia Paulista Marília Noroeste São Carlos Matonense Portuguesa Santista Rio Branco Catanduvense Limeira Equipes de Limeira: Independente Internacional Olímpia Osasco Comercial Taboão Desportivo BrasilLocalização das equipes participantes da Série A3 de 2017. |

## Fase final
Em itálico, os times que possuem o mando de campo no primeiro jogo do confronto e em negrito os times classificados.
|  | Quartas de final         | Quartas de final         | Quartas de final         | Quartas de final         |      |                  | Semifinais             | Semifinais             | Semifinais             | Semifinais             |  |             | Final                   | Final                   | Final                   | Final                   |  |  |
|  | 22 a 30 de abril de 2017 | 22 a 30 de abril de 2017 | 22 a 30 de abril de 2017 | 22 a 30 de abril de 2017 |      |                  | 6 a 14 de maio de 2017 | 6 a 14 de maio de 2017 | 6 a 14 de maio de 2017 | 6 a 14 de maio de 2017 |  |             | 20 e 27 de maio de 2017 | 20 e 27 de maio de 2017 | 20 e 27 de maio de 2017 | 20 e 27 de maio de 2017 |  |  |
|  |                          |                          |                          |                          |      |                  |                        |                        |                        |                        |  |             |                         |                         |                         |                         |  |  |
|  | Olímpia                  | 1                        | 3                        | 4                        |      |                  |                        |                        |                        |                        |  |             |                         |                         |                         |                         |  |  |
|  | Portuguesa Santista      | 1                        | 1                        | 2                        |      |                  |                        |                        |                        |                        |  |             |                         |                         |                         |                         |  |  |
|  | Portuguesa Santista      | 1                        | 1                        | 2                        |      | Olímpia          | 2                      | 0                      | 2(2)                   |                        |  |             |                         |                         |                         |                         |  |  |
|  |                          |                          |                          |                          |      | Olímpia          | 2                      | 0                      | 2(2)                   |                        |  |             |                         |                         |                         |                         |  |  |
|  |                          | Nacional-SP              | 1                        | 1                        | 2(4) |                  |                        |                        |                        |                        |  |             |                         |                         |                         |                         |  |  |
|  | Rio Branco-SP            | Nacional-SP              | 1                        | 1                        | 2(4) | 0                | 1                      | 1                      |                        |                        |  |             |                         |                         |                         |                         |  |  |
|  | Rio Branco-SP            |                          |                          |                          |      | 0                | 1                      | 1                      |                        |                        |  |             |                         |                         |                         |                         |  |  |
|  | Nacional-SP              | 0                        | 3                        | 3                        |      |                  |                        |                        |                        |                        |  |             |                         |                         |                         |                         |  |  |
|  | Nacional-SP              | 0                        | 3                        | 3                        |      |                  |                        |                        |                        |                        |  | Nacional-SP | 0                       | 2                       | 2                       |                         |  |  |
|  |                          |                          |                          |                          |      |                  |                        |                        |                        |                        |  | Nacional-SP | 0                       | 2                       | 2                       |                         |  |  |
|  |                          | Inter de Limeira         | 1                        | 0                        | 1    |                  |                        |                        |                        |                        |  |             |                         |                         |                         |                         |  |  |
|  | Inter de Limeira         | Inter de Limeira         | 1                        | 0                        | 1    | 1                | 2                      | 3                      |                        |                        |  |             |                         |                         |                         |                         |  |  |
|  | Inter de Limeira         |                          |                          |                          |      | 1                | 2                      | 3                      |                        |                        |  |             |                         |                         |                         |                         |  |  |
|  | Desportivo Brasil        | 1                        | 1                        | 2                        |      |                  |                        |                        |                        |                        |  |             |                         |                         |                         |                         |  |  |
|  | Desportivo Brasil        | 1                        | 1                        | 2                        |      | Inter de Limeira | 1                      | 2                      | 3                      |                        |  |             |                         |                         |                         |                         |  |  |
|  |                          |                          |                          |                          |      | Inter de Limeira | 1                      | 2                      | 3                      |                        |  |             |                         |                         |                         |                         |  |  |
|  |                          | Monte Azul               | 1                        | 1                        | 2    |                  |                        |                        |                        |                        |  |             |                         |                         |                         |                         |  |  |
|  | Monte Azul               | Monte Azul               | 1                        | 1                        | 2    | 1                | 1                      | 2                      |                        |                        |  |             |                         |                         |                         |                         |  |  |
|  | Monte Azul               |                          |                          |                          |      | 1                | 1                      | 2                      |                        |                        |  |             |                         |                         |                         |                         |  |  |
|  | Taboão da Serra          | 0                        | 1                        | 1                        |      |                  |                        |                        |                        |                        |  |             |                         |                         |                         |                         |  |  |

## Premiação
| Campeonato Paulista de 2017 - Série A3 |
| São Paulo                              |
| -------------------------------------- |
| Nacional-SP Campeão (3° título)        |

## Artilharia
Atualizado até 25 de maio de 2017
| Pos. | Jogador    | Equipe              | Gols |
| ---- | ---------- | ------------------- | ---- |
| 1    | Léo Castro | Nacional-SP         | 11   |
| 2    | Naldinho   | Olímpia             | 10   |
| 2    | Tom        | Inter de Limeira    | 10   |
| 4    | Acosta     | Taboão da Serra     | 9    |
| 4    | Michael    | São José dos Campos | 9    |